# Тельфуса
Тельфуса (др.-греч. Θέλπουσα) — персонаж греческой мифологии, нимфа источника в Беотии, соперница Аполлона.

## В мифологии
Тельфуса фигурирует в одном из гомеровских гимнов. Это нимфа источника в Беотии, недалеко от городов Галиарт и Алалкомены, который тоже носил название Тельфуса. Именно у этого водоёма Аполлон решил основать свой храм, но нимфа убедила его выбрать другое место, в Дельфах: она не хотела уступать богу свою славу. Позже Аполлон понял, что его перехитрили. Разгневавшись, он вернулся в Беотию и завалил источник камнями, а рядом с ним построил жертвенник Аполлона Тельфусского.
Антиковеды видят в этом эпизоде частное проявление масштабного процесса, когда культ олимпийских богов вытеснял поклонение древним хтоническим демонам.